# مايكل غرايدون
المشير الجوي السير مايكل جيمس غرايدون (بالإنجليزية: Sir Michael James Graydon)‏ (ولد في 24 أكتوبر 1938 في كيو، إنجلترا) ضابط متقاعد من سلاح الجو الملكي. كان طيارا سريعا في عقد 1960 وقائد سرب في عقد 1970 وقائد محطة في عقد 1980 قبل أن يشغل منصب ضابط القيادة الجوية للقائد العام للقوات الجوية الملكية لقيادة الضربة الجوية خلال حرب الخليج الثانية. كان رئيس هيئة الأركان الجوية في الفترة من عام 1992 إلى عام 1997 حيث نصح الحكومة البريطانية بشأن تنفيذ مناطق حظر الطيران في العراق والبوسنة والهرسك وتنفيذ مبادرة خط المواجهة الأولى.

## المسيرة العسكرية
ابن جيمس جوليان غرايدون وريتا ماري غرايدون (سابقا ألكان). تلقى غريدون تعليمه في كلية ويكليف في بلدة ستونهوس في غلوسترشير وأصبح طالبا في كلية سلاح الجو الملكي كرانويل في يناير 1957 وعين في القوات الجوية الملكية في 15 ديسمبر 1959. لوحظت قدراته كمدرب طيران في وقت مبكر من حياته المهنية وبعد الانتهاء من دورة تدريب مؤهل الطيران في مدرسة الطائر المركزية تم نشره إلى مدرسة تدريب الطيران رقم 1 في راف لينتون أون-أوس في يوركشاير في عام 1960. رقي إلى ضابط طيران في 15 ديسمبر 1960 وحضر وحدة تحويل العمليات رقم 229 حيث اكتسب خبرة الطيران على هوكر هنتر قبل أن يتم إرساله إلى سرب رقم 56 في سلاح الجو الملكي في واتشام من حيث طار على إنجلش إلكتريك لايتنغ في عام 1962.

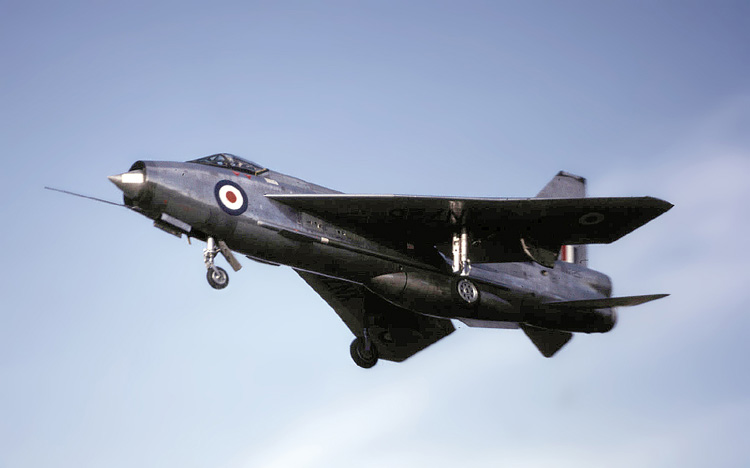
الطائرة المقاتلة إنجلش إلكتريك لايتنغ وهي من نفس النوع الذي حلق بها غرايدون في عقد 1960.

تمت ترقية غرايدون إلى ملازم طيران في 15 يونيو 1962. أصبح مدربا تحليليا مؤهلا في وحدة تحويل العمليات رقم 226 في نوفمبر 1964. أصبح قائد طائرة في سرب 56 في أبريل 1967 ومقره في سلاح الجو الملكي البريطاني أكروتيري في قبرص. بعد أن حصل على ثناء الملكة لخدمة قيمة في الهواء في عيد الميلاد لعام 1967 تم ترقيته إلى رئيس سرب في 1 يناير 1968.
درس غرايدون في كلية موظفي سلاح الجو الملكي في عام 1970 وأصبح ضابط أركان شخصي لنائب القائد العام للقوات المتحالفة في أوروبا الوسطى في عام 1971 قبل انضمامه إلى هيئة الأركان الجوية في مديرية العمليات بوزارة الدفاع في عام 1973. رقي إلى قائد جناح في 1 يوليو 1975 ودرس في كلية الدفاع الوطني في لاتيمر في عام 1976.
أصبح غرايدون ضابطا يقود السرب رقم 11 في سلاح الجو الملكي البريطاني في بينبروك في يوليو 1977 والمستشار العسكري لرئيس هيئة الأركان في عام 1979. تمت ترقيته إلى قائد مجموعة في 1 يوليو 1980 وأصبح قائد المحطة في سلاح الجو الملكي البريطاني في ليوشارز في عام 1981 وفي سلاح الجو الملكي البريطاني ستانلي في جزر فوكلاند في عام 1983. تم تعيينه قائد امبراطورية الإمبراطورية البريطانية في عام 1984 ضمن تكريمات السنة الجديدة مع مرتبة الشرف ودرس في الكلية الملكية لدراسات الدفاع في وقت لاحق من ذلك العام.
أصبح غرايدون من كبار موظفي الأركان الجوية في المقر الرئيسي رقم 11 في سلاح الجو الملكي في بنتلي بريوري في يناير 1985. تولى منصب رئيس الأركان المساعد في شعبة السياسات بمقر القيادة العليا للقوات المتحالفة في أوروبا في يونيو 1986 وتمت ترقيته إلى نائب رئيس في 1 يوليو 1986. تم ترقيته إلى مشير جوي في 5 أبريل 1989 وتم تعيينه قائدا للقائد العام للقيادة الجوية في قيادة دعم سلاح الجو الملكي البريطاني في نفس الشهر وعين قائد فارس لأمر الطريق في عام 1989 ضمن تكريمات عيد الميلاد. أصبح قائد القوات الجوية في مارس 1990 وأصبح قائدا للقيادة الجوية في قيادة ضربة سلاح الجو الملكي البريطاني الذي خدم في هذا الدور خلال حرب الخليج الثانية في عام 1991.
أصبح غرايدون رئيس هيئة الأركان الجوية في نوفمبر 1992 وعين مساعد للجيش في 15 ديسمبر 1992 ومنح لقب فارس صليبي كبير في عام 1993 ضمن تكريمات السنة الجديدة. بصفته رئيس هيئة الأركان الجوية نصح الحكومة البريطانية بتنفيذ مناطق حظر الطيران في العراق والبوسنة والهرسك. كما نفذ أيضا مبادرة خط المواجهة الأولى التي بدأت في يوليو 1994 والتي ساهمت في تقليص القوة العاملة للقوات المسلحة الملكية من حوالي 75 ألف فرد إلى نحو 53 ألف شخص. تقاعد من سلاح الجو الملكي في أبريل 1997.

## فيما بعد
بعد التقاعد تولى غرايدون منصب المدير غير التنفيذي لمجموعة تاليس وسيمبيوتيكش. كما أنه عضو في مجلس الجامعة منذ عام 2007 ونائب راعي مجلس كاديت الهواء منذ عام 1999 ورئيس إدارة معركة بريطانيا التذكارية منذ عام 1999 رئيس السرب الجوي منذ عام 2005 ونائب رئيس شركة مدارس الكنيسة منذ عام 2003. بالإضافة إلى ذلك كان نائب رئيس حكام كلية ويكليف منذ عام 1992.
في عام 2006 أعرب غرايدون عن اعتقاده بأن العمل كان مطلوبا لإنهاء عزل قبرص الشمالية. بوصفه وصيا على الثقة التذكارية في قبرص البريطانية قدم الدعم لحملة نصب تذكاري أقيم في 8 نوفمبر 2009 على جميع الجنود البريطانيين الذين لقوا حتفهم في الخدمة في قبرص أثناء النزاع بين عامي 1956 و1960. ثم في 2010/11 حصل غرايدون على موافقة من حكومة قبرص الشمالية والفيلق الملكي البريطاني لإنشاء فرع للفيلق الملكي البريطاني في قبرص الشمالية: في 1 أكتوبر 2011 تم تشكيل الفرع رسميا مع تعيين غرايدون رئيسا.

## الحياة الشخصية
في عام 1963 تزوج مارغريت إليزابيث كلارك وليس لديهما أطفال. تشمل اهتماماته الغولف والطيران والقراءة.